# NGC 2917
NGC 2917 је лентикуларна галаксија у сазвежђу Хидра која се налази на NGC листи објеката дубоког неба.
Деклинација објекта је - 2° 30' 14" а ректасцензија 9h 34m 27,0s. Привидна величина (магнитуда) објекта NGC 2917 износи 13,6 а фотографска магнитуда 14,5. NGC 2917 је још познат и под ознакама UGC 5098, MCG 0-25-2, CGCG 7-3, PGC 27207.